# Hieronymus (III) Praetorius
Hieronymus (III) Praetorius (* 22. November 1614 in Hamburg; † 25. November 1629 ebenda) war ein deutscher Komponist und Organist.

## Leben
Hieronymus war der Sohn Jacob Praetorius’ d. J. Er ging auf die Gelehrtenschule des Johanneums. Hieronymus verstarb bereits kurz nach seinem 15. Geburtstag. Zwei ihm gewidmete Leichengedichte lassen darauf schließen, dass er aufgrund seiner hohen Begabung den Platz des kurz zuvor verstorbenen, berühmten Hieronymus (I) Praetorius wieder zu besetzen versprach.
Klaus Beckmann weist ein Magnificat | 1 Toni | Hieronymi | Prætorij betiteltes Orgelwerk aus der Zellerfelder Orgeltabulatur, das vorher Hieronymus (I) zugeschrieben wurde, Hieronymus (III) aus stilkritischen Gründen neu zu. Es besteht aus drei Versus: einer Tenor-Durchführung und zwei Choralfantasien.